# لوگون شرقی
لوگون شرقی (به انگلیسی: Logone Oriental) یکی از منطقه‌های کشور چاد است. این منطقه در سال ۲۰۰۹ میلادی  ۷۷۹٬۳۳۹ نفر جمعیت داشته‌است.